# Kościół św. Piotra i Pawła w Tbilisi

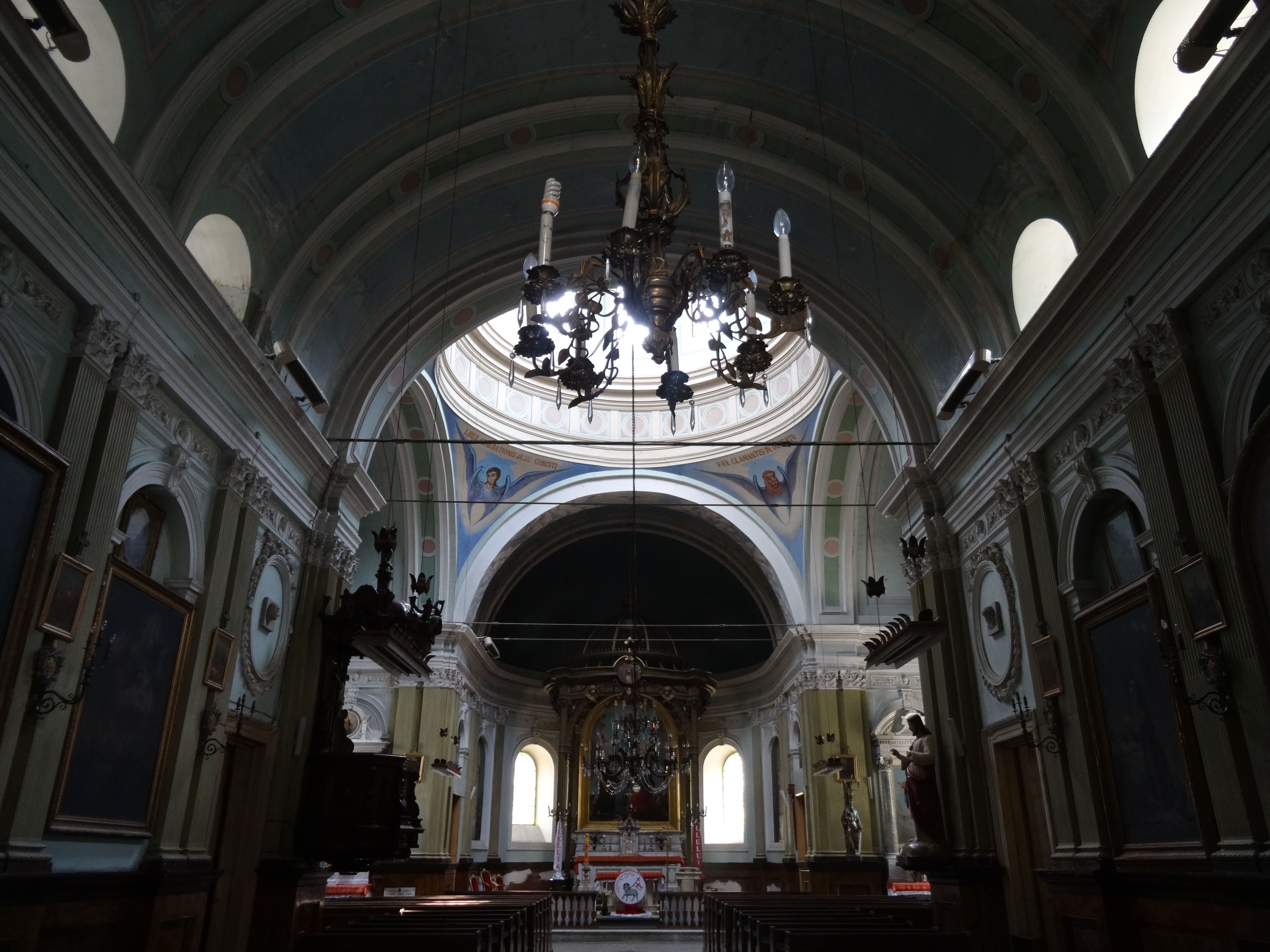
Wnętrze świątyni

Kościół pw. św. apostołów Piotra i Pawła w Tbilisi – neorenesansowy kościół wybudowany w 1877 m.in. ze składek polskich zesłańców w Tbilisi, w dzielnicy Kukia. 

## Historia
Pierwszym kościołem katolickim w Tbilisi był niewielki kościół pw. Wniebowzięcia NMP, obecnie katedra, zbudowany w 1804 przez kapucynów przy ulicy Nowokatolickiej, którego parafianie byli głównie Gruzinami i Ormianami. Wobec napływu do Tbilisi obcokrajowców (w tym licznie reprezentowanych Polaków, wcielanych do wojska rosyjskiego i wysyłanych na Kaukaz, a także zsyłanych po powstaniach listopadowym (1830–1831) i styczniowym (1863–1864) oraz w ramach represji carskich) okazał się on jednak zbyt mały, by pomieścić wiernych na niedzielnej mszy św. W połowie wieku w Gruzji społeczność katolików liczyła ok. 30 000, z czego większość stanowili Polacy, a około 2000 Gruzini.
Pierwotny projekt przewidywał zburzenie starego kościoła i wybudowanie na jego miejscu większego, jednak ostatecznie zwyciężyła koncepcja wybudowania nowej, większej świątyni w zamieszkanej przez liczną polską społeczność dzielnicy Kuki (dzisiaj Kukia), nieopodal cmentarza kukijskiego.
W 1860 z inicjatywy ks. prałata Maksymiliana Orłowskiego, pierwszego rzymskokatolickiego wizytatora Kaukazu i Zakaukazia (powołanego na to stanowisko w 1852), Towarzystwo Tyfliskich Katolików zwróciło się do carskich władz na Kaukazie z prośbą o zezwolenie na budowę świątyni, jednakże carski namiestnik nie był przychylny tworzeniu nowych parafii katolickich. Mimo niechęci urzędników, upatrujących przeszkód w braku funduszy na inwestycję oraz trudności z lokalizacją, 21 kwietnia 1867 namiestnik Aleksander Barjatyński zatwierdził projekt, na co wpływ również miała obecność licznych żołnierzy polskich wcielonych do armii carskiej po Powstaniu Styczniowym.
W 1867 powołano Komitet Budowy Kościoła w Tbilisi, którego głównym zadaniem była zbiórka funduszy. Przewodniczył mu Nikołaj Przybył. Na liście darczyńców znalazły się nazwiska polskich oficerów, lekarzy, urzędników, ale również gruzińskich książąt: Eristawa i Irakli Tumanowa oraz hr. Zofii Potockiej, hr. Konstantego Przeździeckiego, hr. Zygmunta Krasickiego. Zbiórkę prowadzono w Tbilisi, na obszarze całego Kaukazu i Zakaukazia, Armenii oraz na terenie Polski i wśród Polaków na terenie Imperium. Założony znacznie wcześniej Komitet Budowy Kaplicy Katolickiej w Erywaniu, kierowany przez Pawła Sianożęckiego i Faustynę Biały, który nie otrzymał zgody na budowę, wyraził wolę przekazania swoich środków na budowę świątyni w Tbilisi, pod warunkiem obietnicy ich zwrotu w chwili uzyskania możliwości rozpoczęcia własnej budowy, po czym zasilił fundusz tbiliski.
W sumie około połowa wpłat pochodziła od Polaków, 47% kosztów pokryły systematyczne składki Bractwa św. Różańca działającego przy Parafii Wniebowzięcia NMP. Była to znacząca pomoc udzielona przez gruzińskich i ormiańskich katolików, która pozwoliła na ukończenie budowy.
10 maja 1870 rozpoczęto budowę jednonawowego kościoła na planie krzyża w stylu neorenesansowym z elementami barokowymi według projektu Alberta Salzmanna, wzorowanego na jednej ze świątyń Rzymu. Organizatorem budowy i zbiórek funduszy był ks. Maksymilian Orłowski.
Świątynia – nieotynkowana, bez kopuły, ambony, ławek i innych elementów wyposażenia wnętrza – została poświęcona 16 października 1877. Proboszczem nowo utworzonej parafii został ksiądz Orłowski, który systematycznie doposażał świątynię. Zamówienia składane były w miarę możliwości u przedsiębiorców rodzimych, kładąc nacisk na jakość i doświadczenie: wyroby srebrne w wytwórni „T. Werner i S-ka” oraz „T. Strakacz i Syn”, „Malarnia Maryi hr. Łubieńskiej” – obrazy. Od lat 70. do śmierci w 1909 wikarym był ks. Julian Dobkiewicz, który po powrocie z zesłania objęty był dozorem policyjnym. Prowadził oprócz posługi duszpasterskiej w parafiach własnej i położonej po drugiej stronie rzeki pw. Wniebowzięcia NMP również działalność publicystyczną na rzecz Polonii.
Na początku lat 80. liczba parafian przekroczyła 2000, w kolejnych dekadach utrzymywała się na poziomie 2500 dusz, aż do fali wyjazdów do odrodzonej Polski w latach 1918–1921. Rekordową liczbę 12 500 parafian (głównie polskich wojskowych w armii carskiej) odnotowano w 1913, natomiast po 1921 pozostało ok. 300 wiernych.
Ks. Orłowski pełnił posługę proboszcza do śmierci 13 lutego 1891. W tym samym roku proboszczem został ks. Józef Baranowski, jeszcze w tym samym roku teren kościoła ogrodziła własnym sumptem rodzina Dżimszeraszwili. W 1894 wybudowano z drewna orzechowego ambonę, zdobioną motywami roślinnymi i herbem papieskim oraz wstawiono ławki. W tym samym roku zainstalowano zamówione w lwowskim przedsiębiorstwie Jana Śliwińskiego „Harmonia” 14-głosowe organy. Wystosowano przy tym do władz carskich pismo z prośbą o zwolnienie instrumentu z opłat celnych, jako że „parafianami są głównie żołnierze z oddziałów wojskowych”. Prośbę odrzucono. Organy przejechały koleją ze Lwowa do Odessy, następnie statkiem do Batumi i znów koleją do Tbilisi.
W okresie 1870–1873 z powodu trudności finansowych używano materiałów nie najwyższej jakości, jak odnotowano w dokumentach komisji badającej stan budowli, stało to się przyczyną pękania ścian i już w 1894 zadecydowano o konieczności wykonania remontu oraz wzmocnienia konstrukcji. Przy remoncie w obliczeniach zakładano wzmocnienie ścian tak, aby mogły wytrzymać trzęsienie ziemi. W celu zebrania funduszy zwrócono się do władz guberni warszawskiej o pozwolenie na kwestę, jednak została ona odrzucona listem datowanym 27 lipca 1894 w Warszawie.
W latach 1895–1898 wzmocniono mury, w 1898 zwieńczono kościół kopułą, w 1906 urządzono boczne ołtarze z białego marmuru, wykonane przez przedsiębiorstwo Andreoleti z Tbilisi, które wykonało również zachowaną do dziś mozaikową posadzkę. Lewy ołtarz ufundowała W. Marska, upamiętniając pięćdziesięciolecie dogmatu o Niepokalanym Poczęciu NMP.
W 1910 w kościele wykonano kolejny remont, w czasie którego zainstalowano oświetlenie elektryczne.

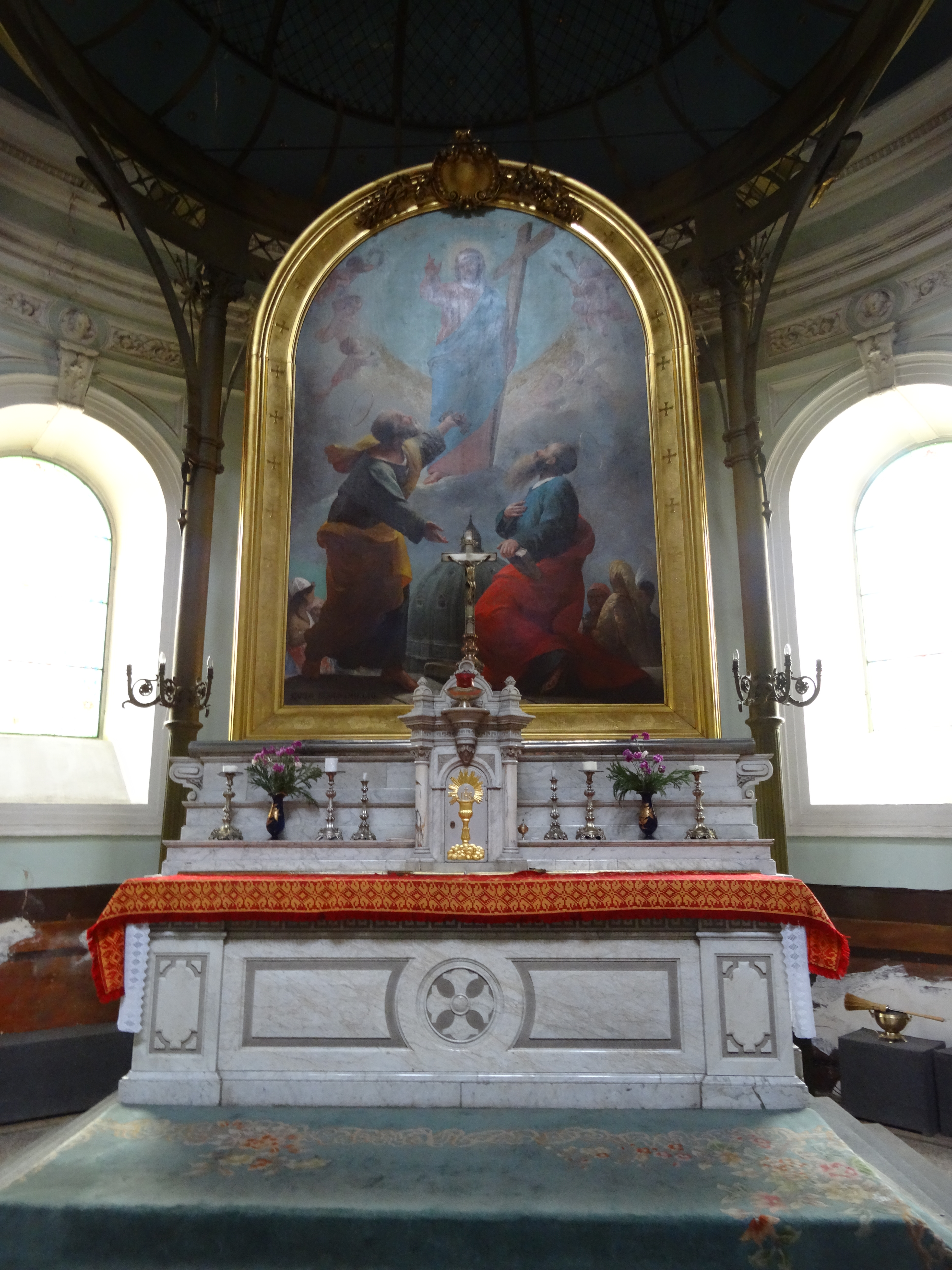
Ołtarz główny

Wraz z poświęceniem nowego kościoła rozpoczęło się ożywienie religijne i kulturalne wśród Polaków w Gruzji. Przy kościele utworzono Towarzystwo „Dobroczynność” (pierwszą polską organizację w Tbilisi) oraz podstawową szkołę polską, do której uczęszczała przeszło setka polskich dzieci. Organizowano przedstawienia teatralne po polsku. Liczba katolików wzrastała, w 1887 roku było już 3105 dusz. Wszystkie prace w kościele, jak również budowa domu parafialnego odbywały się pod okiem proboszcza J. Baranowskiego. Jego następcą został Gruzin – ks. Michał Antonaszwili, który kierował parafią do 1921.

## Okres międzywojenny
Po odzyskaniu niepodległości przez Polskę w 1918 r. wielu Polaków wróciło do kraju.
Proboszczem czasów komunizmu był ks. Emanuel Wardidze. W czasie reżimu sowieckiego kościół Piotra i Pawła był jedynym czynnym kościołem katolickim na Kaukazie. Decydujące dla przetrwania parafii znaczenie miała postawa wiernych, wyprzedających swój majątek celem ratowania kościoła, a także posługa kapłana obrządku asyryjskiego, ks. Stepana Gewargisa, który jako jedyny uniknął zesłania i pełnił posługę podczas terroru stalinowskiego i podczas II wojny światowej. Parafia jednak została pozbawiona budynków przykościelnych, cmentarza wraz z kaplicą, zarekwirowano środki z konta bankowego, zniszczono bibliotekę i dużą część archiwum.

## Po II wojnie światowej
Po wojnie władze radzieckie zezwoliły na powrót z zesłania w Kazachstanie ks. Wardidze, a po jego śmierci w 1966 – ks. Michałowi Saparaszwili, więźniowi łagru na Wyspach Sołowieckich. W okresie powojennym kościół podlegał biskupowi Rygi. Na prośbę parafian do pomocy został przysłany wyświęcony w Rydze ks. Jan Śnieżyński, który po śmierci ks. Saparaszwilego został proboszczem w 1973. Ks. Śnieżyński przeprowadził remont świątyni, zainstalował centralne ogrzewanie, wymienił pokrycie dachu. W czasie jego pasterzowania nastąpiło odzyskanie pełnej wolności wyznania w związku z „pierestrojką”. Wróciła oficjalna katechizacja dzieci i młodzieży, którą prowadziły zaproszone przez proboszcza Siostry Eucharystki i Siostry Matki Teresy, można było swobodnie zakładać różne grupy charyzmatyczne w parafii. W 1991 zaprosił on do pomocy ks. Adama Ochała z Polski, który po jego wyjeździe w 1995 został proboszczem.
Największym wydarzeniem w historii kościoła była wizyta papieża Jana Pawła II, który 9 listopada 1999 roku spotkał się tu z przedstawicielami parafii katolickich w Gruzji.

## Lokalizacja
Kościół znajduje się w tbiliskiej dzielnicy Kukia, na skrzyżowaniu ulic Dżawachiszwili i Abaszydze. Działka jest prostokątna, ogrodzona murowanym płotem z żeliwnymi elementami. Na działce znajdują się też inne murowane budynki, w tym plebania.

## Cmentarze katolickie w Tbilisi
Początkowo katolicy chowani byli na cmentarzu katolickim w dzielnicy Sololaki, jednak wskutek przepełnienia i potrzeb wynikających z rozwoju miasta, władze przeznaczyły na kwaterę katolicką obszerną działkę o powierzchni 625 sążni kwadratowych wydzieloną z cmentarza prawosławnego w dzielnicy Kuki. Przekazano ją parafii św. Piotra i Pawła w 1884, zatrudniono stróża, w 1899 dokupiono przyległą działkę, a w 1903 wybudowano kaplicę cmentarną ufundowaną przez wdowę Szmic.

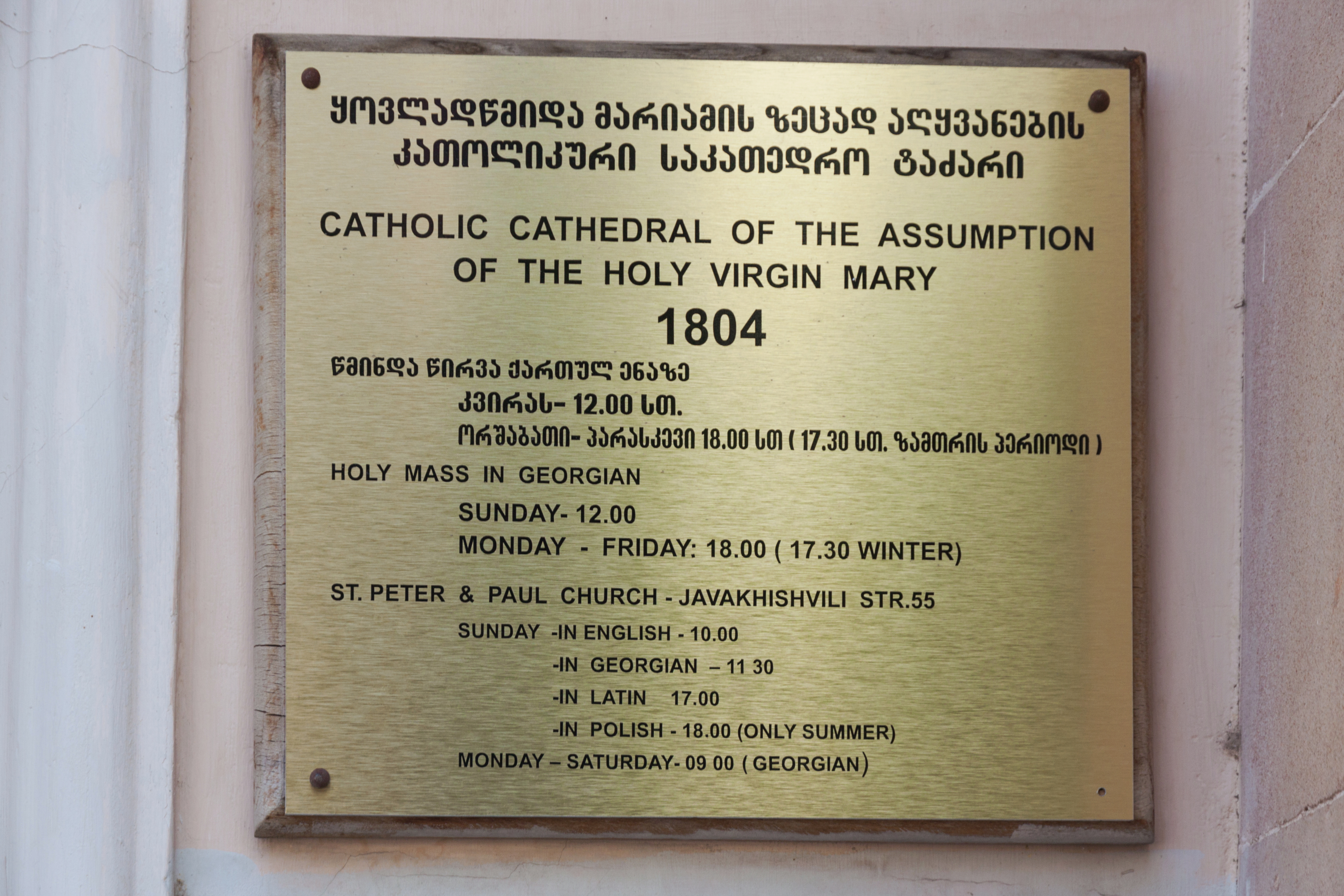
W 2014 roku godziny msze te same co w 2020 roku.

## Msze Święte
| dzień tygodnia        | godzina | język     | uwagi       |
| --------------------- | ------- | --------- | ----------- |
| niedziela             | 10:00   | angielski |             |
| niedziela             | 11:30   | gruziński |             |
| niedziela             | 17:00   | łaciński  |             |
| niedziela             | 18:00   | polski    | tylko latem |
| poniedziałek - sobota | 9:00    | gruziński |             |